# Almendral
Almendral este un oraș din Spania, situat în provincia Badajoz din comunitatea autonomă Extremadura. Are o populație de 1.361 de locuitori (2007).